# Plush (песня)
Plush — песня американской рок-группы Stone Temple Pilots. Это одна из известнейших песен группы, и она является вторым синглом с их дебютного альбома, Core (1992). Была добавлена в качестве Саундтрека к игре Grand Theft Auto: San Andreas на вымышленную радиостанцию Radio X.

## Сочинение и вдохновление
Роберт ДеЛео был вдохновлён своей любовью к музыке в жанре регтайм, когда создал структуру аккордов песни, а слова были частично основаны на газетной статье, прочитанной Скоттом Вейландом про девушку, которая была найдена мёртвой в окрестностях Сан-Диего. Вейланд так же сказал, что слова песни являются метафорой о кончившихся отношениях.

## Список композиций
1. «Plush» [Edit] — 4:19
2. «Sin» — 6:05
3. «Sex Type Thing (Swing Type Version)» — 4:20
4. «Sex Type Thing (Live on the Word)» — 3:32

## Чарты
| Чарт                              | Позиция |
| --------------------------------- | ------- |
| Canadian RPM Singles Chart        | 21      |
| UK Singles Chart                  | 23      |
| U.S. Billboard Hot 100 Airplay    | 39      |
| U.S. Billboard Album Rock Tracks  | 1       |
| U.S. Billboard Modern Rock Tracks | 9       |
| U.S. Billboard Mainstream Top 40  | 18      |